# Tyranny (игра)
Tyranny — компьютерная ролевая игра, разработанная Obsidian Entertainment и выпущенная Paradox Interactive на платформах Microsoft Windows, OS X, Linux в 2016 году. Tyranny использует тот же движок, что и Pillars of Eternity, предыдущая игра Obsidian Entertainment, и очень схожий геймплей, хотя сюжетно игры никак не связаны. Действие Tyranny разворачиваются в вымышленной вселенной, оформленной в духе тёмного фэнтези; в прошлых войнах зловещий владыка Кайрос завоевал большую часть мира, и главный герой — Вершитель Судеб — является одним из его слуг. Как представитель Кайроса, Вершитель должен установить в недавно покоренном регионе Ярусов мир и порядок, взаимодействуя с различными персонажами — как последователями владыки, так и его врагами.

## Сюжет
События Tyranny разворачиваются в вымышленной вселенной, оформленной в духе тёмного фэнтези — разработчики описывают эпоху игры как конец бронзового века и начало железного. Незадолго до событий игры в мире произошёл масштабный конфликт между добром и злом, победителями в котором вышли тёмные силы. Империей правит зловещий владыка Кайрос (англ. Kyros), а главный герой является одним из его слуг, Вершителем Судеб (англ. Fatebinder) — судьёй, следователем и палачом в одном лице, подобным судье Дредду. На момент начала игры Кайрос захватил почти весь мир, кроме Ярусов, области, в которой всё ещё действуют войска повстанческой организации «Гвардии Вендриенов». Игра начинается с того, что Кайрос, недовольный тем, как две подконтрольные ему армии — «Опальные» во главе с Грейвеном Аше и «Алый Хор» во главе с Голосами Нерата — медлят с подавлением сопротивления бунтарей, отправляет главного героя на место действий, чтобы провозгласить Эдикт — заклинание невероятной силы, которое по прошествии недели, если повстанцы не будут разгромлены, истребит всю жизнь на Ярусах, включая подчинённых Владыки.

## Игровой процесс
Tyranny — компьютерная ролевая игра, использующая изометрическую графику и управление мышью, аналогично ранее выпущенной Obsidian Entertainment игре Pillars of Eternity и в подражание классическим играм Black Isle Studios, таким, как Baldur's Gate или Planescape: Torment. Игрок принимает на себя роль Вершителя Судеб, но игровой персонаж и даже состояние мира не являются жёстко заданными — при создании персонажа до начала игры игрок должен выбрать, как именно Кайрос завоевал мир и какую роль Вершитель Судеб сыграл в этом завоевании. Выбор игрока влияет на состояние мира игры и отношение различных неигровых персонажей к Вершителю, в том числе различных сторон и группировок, которые могут стать его союзниками или врагами. В игре нет чётко определённых классов персонажей, вместо этого игроку позволено определять сильные и слабые места персонажа через систему навыков и умений — они растут в течение игры по мере того, как часто игрок использует соответствующие навыки. Вершитель Судеб в течение игры может собрать группу спутников. Некоторые способности Вершителя Судеб в боях зависят от того, какие группировки его поддерживают; кроме того, члены отряда могут использовать совместные атаки, требующие участия нескольких персонажей.
Решения, принимаемые игроком как при создании персонажа, так и в ходе собственно игры затрагивают состояние мира в целом, и некоторые выборы, которые игрок делает в диалогах с несколькими вариантами ответа, являются чрезвычайно важными — общение с неигровыми персонажами в игре приносят столько же очков опыта, сколько и бои. Например, определенный выбор может привести к открытию в центре одного из поселений магического разлома, в результате чего одни неигровые персонажи погибнут, а другие переберутся в соседний город, что повлияет на отношение игровых персонажей к Вершителю Судеб и доступность определенных заданий. Tyranny будет содержать ряд настроек, позволяющих игрокам подогнать под себя сложность игры — эта возможность была введена в игру в ответ на жалобы игроков на высокую сложность Pillars of Eternity.

## Разработка
Идеи Tyranny восходят к созданной внутри Obsidian Entertainment концепции ролевой игры под названием Fury (рус. Ярость), которую студия, по словам руководителя компании Фергюса Уркхарта, обсуждала в 2006 году. Действие Fury должно было происходить в стране, разоренной «магическим апокалипсисом». Эта идея была переосмыслена для еще одной концепции игры, Defiance (рус. Неповиновение), которая обсуждалась внутри Obsidian Entertainment — на этот раз речь шла о стране, где победило зло. Ряд идей из Defiance были использованы при создании третьей по счету концепции игры, Stormlands (рус. Штормовые земли) — эта концепция была одобрена Microsoft для включения в стартовую линейку игр для новой игровой консоли Xbox One в 2012 году. По словам Уркхарта, на этом этапе Stormlands больше напоминала Fury, чем Defiance. Однако из-за нестабильности на рынке компьютерных игр Stormlands была отменена, что больно ударило по Obsidian Entertainment — студия была вынуждена сократить 30 сотрудников и испытала значительные финансовые проблемы; несмотря на это, Obsidian Entertainment сохранила авторские права на  Stormlands. Obsidian Entertainment удалось поправить свое финансовое положение благодаря успеху игры Pillars of Eternity, профинансированной методом краудфандинга через сайт Kickstarter. Доходы от Pillars of Eternity позволили студии вернуться к идеям Fury, Defiance и Stormlands и использовать их для создания новой игры, Tyranny. Уркхарт подчеркнул, что Tyranny использует вновь переосмысленные идеи Defiance, чтобы четко показать игроку, что силы зла выиграли войну и что сам игровой персонаж сражался на их стороне. Геймдизайнер Крис Авеллон, покинувший Obsidian Entertainment в июне 2015 года, принял участие в разработке Tyranny.
Tyranny использует ту же модифицированную версию движка Unity, что и Pillars of Eternity. По словам Хайнса, поскольку большинство технических проблем, связанных с графикой и рендерингом, было преодолено при разработке Pillars of Eternity, студия больше не была отягощена ими при создании «RPG другого типа». В отличие от Pillars of Eternity, где развитие персонажей было жестко привязано к их классам, Tyranny использует систему развития, построенную на навыках — это было сделано для того, чтобы предоставить игроку возможность играть таким персонажем, которым ему хочется, а не быть скованным рамками определенного класса. Разработчики также позаботились о том, чтобы у игрока была возможность перераспределить характеристики персонажа по ходу прохождения игры, не загоняя игрока в ситуацию, когда персонаж оказался бы развит таким образом, чтобы его тяжело было использовать на поздних этапах игры.
Игра Tyranny была впервые анонсирована на мероприятии Game Developers Conference в марте 2016 года и представлена демоверсией на выставке Electronic Entertainment Expo (E3) в июне того же года; демоверсия для E3 содержала три разных варианта одной и той же битвы, меняющихся в зависимости от решений, принятых игроком ранее, чтобы проиллюстрировать, как сделанный игроком выбор влияет на сражения и геймплей игры.

## Отзывы и рецензии
| Сводный рейтинг       | Сводный рейтинг |
| Агрегатор             | Оценка          |
| --------------------- | --------------- |
| GameRankings          | 80,16 %         |
| Metacritic            | 81/100          |
| Иноязычные издания    |                 |
| Издание               | Оценка          |
| Destructoid           | 7/10            |
| Game Informer         | 8,25/10         |
| GameSpot              | 8/10            |
| IGN                   | 8,3/10          |
| PC Gamer (US)         | 75/100          |
| Polygon               | 7,5/10          |
| Русскоязычные издания |                 |
| Издание               | Оценка          |
| Riot Pixels           | 73 %            |
| «Игромания»           | 8/10            |
| «Игры Mail.ru»        | 8/10            |

Игра получила преимущественно положительные отзывы критиков. Средний балл Metacritic по обзорам игровой прессы и изданий — 81 из 100, оценка игроков там же — 7,9 из 10. Но при этом отмечается упрощённая ролевая часть, слабая боевая часть и тесные локации игры.
| Будь в игре больше контента — это был бы прорыв уровня Planescape: Torment. Tyranny действительно посмотрела на жанр с непривычного угла и предложила нам интересную роль в оригинальном сюжете. Скучные бои и однообразные путешествия не отбивают желания играть. — игровой журнал «Игромания» |

В номинации «Ролевая игра года» сайта Игромания Tyranny заняла второе место.
| Пожалуй, Tyranny развивает жанр больше, чем все остальные вместе взятые. — игровой журнал «Игромания» |

Летом 2018 года, благодаря уязвимости в защите Steam Web API, стало известно, что точное количество пользователей сервиса Steam, которые играли в игру хотя бы один раз, составляет 562 631 человек.

## Дополнения
Со временем были добавлены два DLC:
- Tales from the Tiers (13 июня 2017[22]) — новые сюжетные линии и задания.
- Bastard’s Wound (7 сентября 2017[23]) — новые задания, расширенные истории сопартийцев и другие приложения.